# アビマエル・グスマン
マヌエル・ルベーン・アビマエル・グスマン・レイノーソ（Manuel Rubén Abimael Guzmán Reynoso、1934年12月3日 - 2021年9月11日）は、ペルーの哲学者、テロリスト。極左ゲリラ組織「センデロ・ルミノソ」の最高指導者。組織からは「ゴンサロ議長」（スペイン語: Presidente Gonzalo、英語: Chairman Gonzalo）と呼ばれ、個人崇拝の対象だった。

## 来歴
アレキパ出身。15歳で共産党に入党し、アレキパ大学ではイマヌエル・カントを専攻した。卒業後の1962年にアヤクーチョのサン・クリストバル・デ・ワマンガ国立大学哲学科教授となり、学生からはどんなことでも納得させるとして「シャンプー」と呼ばれた。
1964年からは、三度に渡って中国を訪問し文化大革命に影響を受け帰国。1970年、ペルー共産党「中国派」から分離した「毛沢東主義派」を「センデロ・ルミノソ（輝ける道）」と名付けて自身が率いた。
1976年の毛沢東の死後の鄧小平の改革開放を修正主義と断罪。自らをインカの神話から救世主と任じ、「マルクス、レーニン、毛沢東に続く世界共産主義の第四の継承者」と位置づけ独創的な革命路線を展開した。
1980年、武装闘争開始。アンデス山脈の農村地帯で勢力を拡大し、ペルー全土を恐怖に陥れたが1990年のアルベルト・フジモリ政権登場以降の政府軍による取締りのなか、1992年9月12日潜伏中のリマ市内のアジトで仲間7人と逮捕。9月24日には特製の檻の中の囚人服姿でマスコミに公表された。10月27日軍事法廷で国家反逆罪で終身刑を言い渡された。1993年10月にはフジモリ政権のゲリラ対策が成功したと認めるグスマンの姿がペルーのテレビで放送された。以後、グスマンはリマ近郊カヤオにある海軍基地の特別刑務所に収監され、センデロ・ルミノソは弱体化していった。
2021年9月11日、終身刑服役中に86歳で死去した。